# Casa Dalmau (Girona)
La Casa Dalmau és un edifici del municipi de Girona que forma part de l'Inventari del Patrimoni Arquitectònic de Catalunya.

## Descripció
És un habitatge unifamiliar que ocupa una cantonada, amb dos volums diferenciats: un cos de planta rectangular i dues plantes pis, que ocupa l'habitació principal, i un cos triangular d'una sola planta que ocupa la cantonada, amb accés independent. L'edifici presenta estructura de parets de càrrega i exteriorment les façanes són rebatudes, amb un basament de peces de pedra.
El volum principal presenta un accés per un portal dovellat de caràcter tradicional, balcons a la planta pis i un remat superior amb galeria d'obertures amb arcs de mig punt. La coberta és a dues vessants acabada amb teula vidriada. El solar presenta un gran desnivell entre el carrer Portal Nou i el de Sant Josep, paral·lel a ell.
La casa pertany a una societat i l'habita la familia Ribas-Donato